# Rijshout

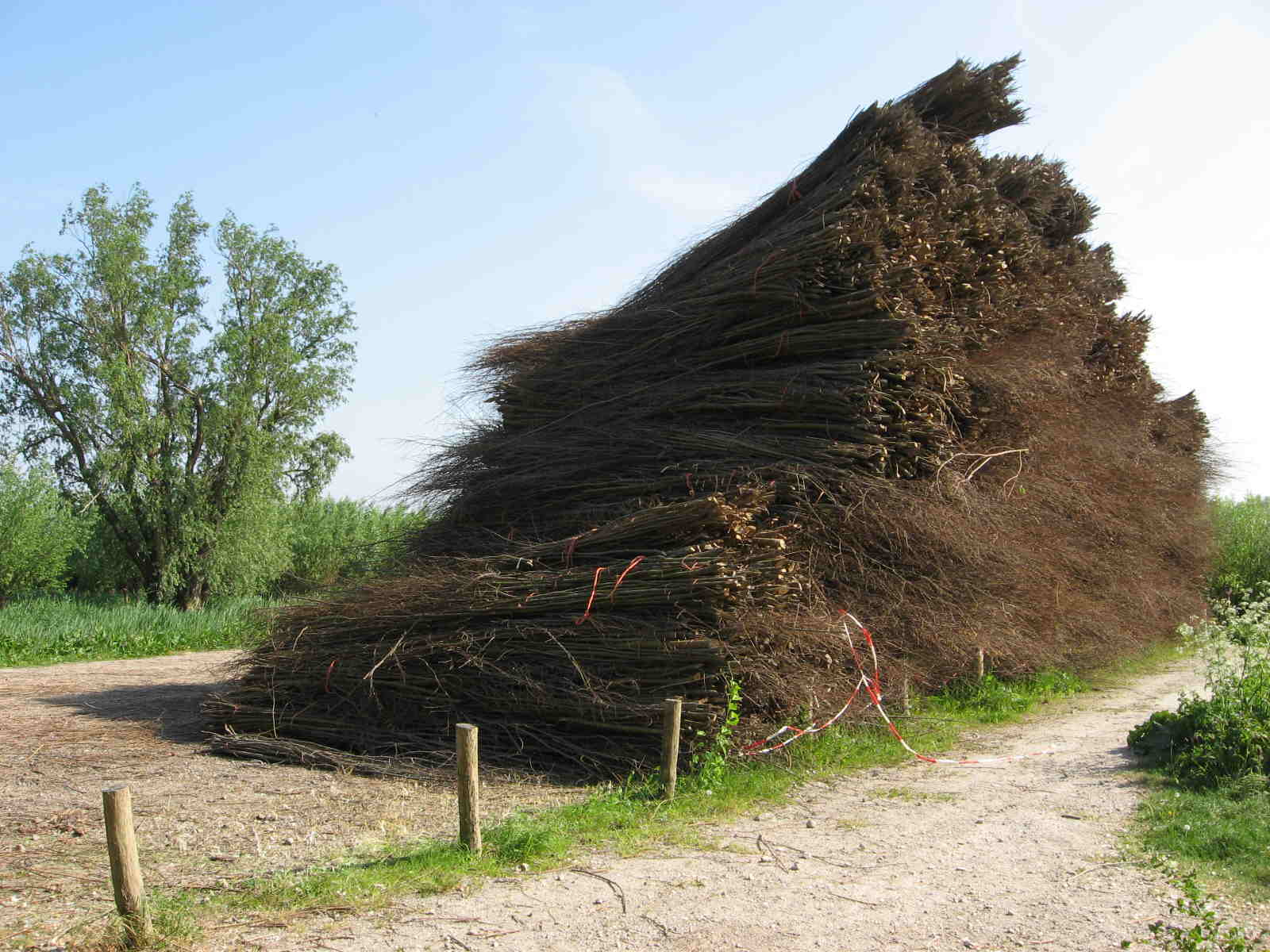
Mijt met geoogst rijshout.

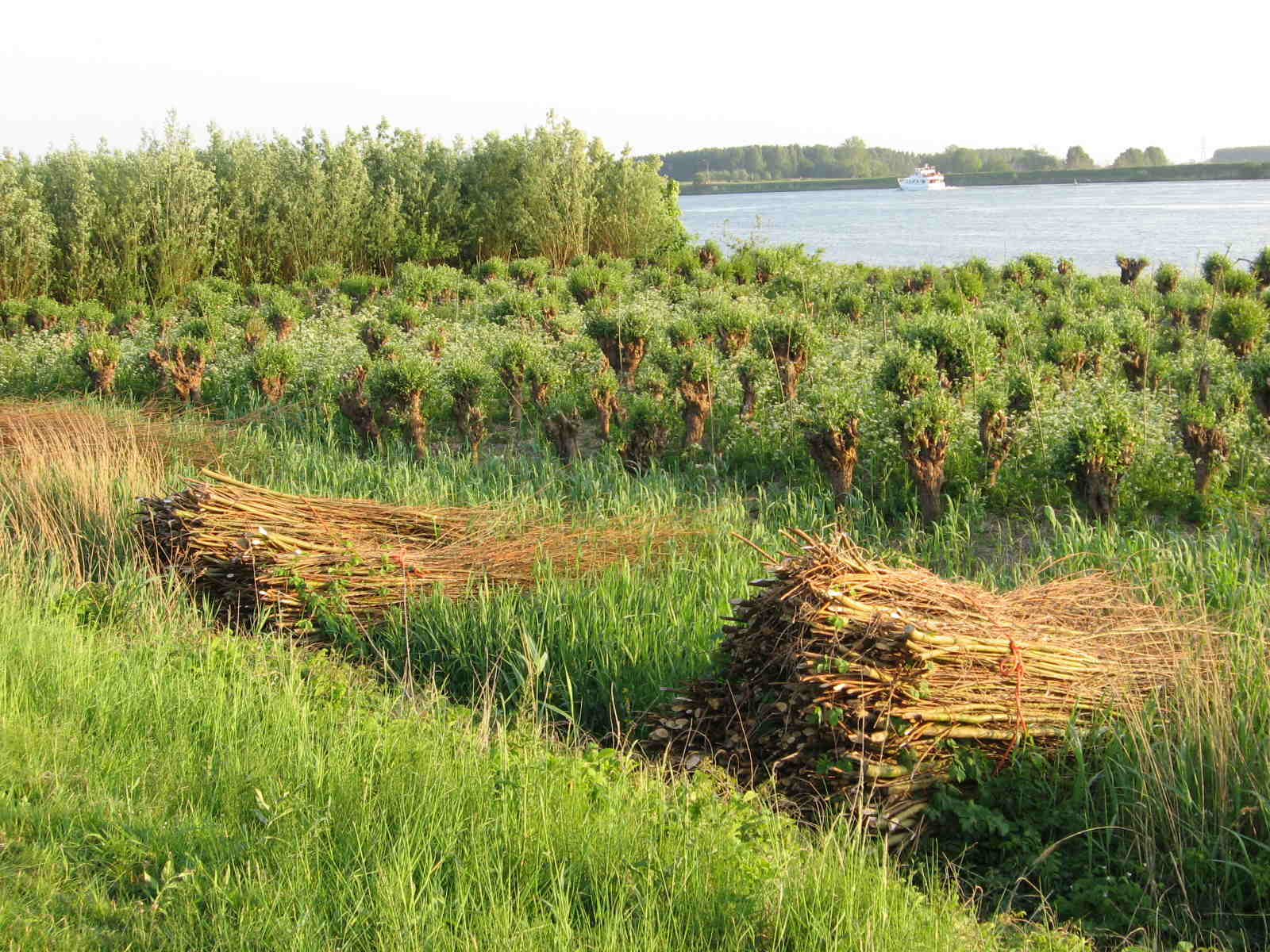
Buitendijkse wilgenakker (griend).

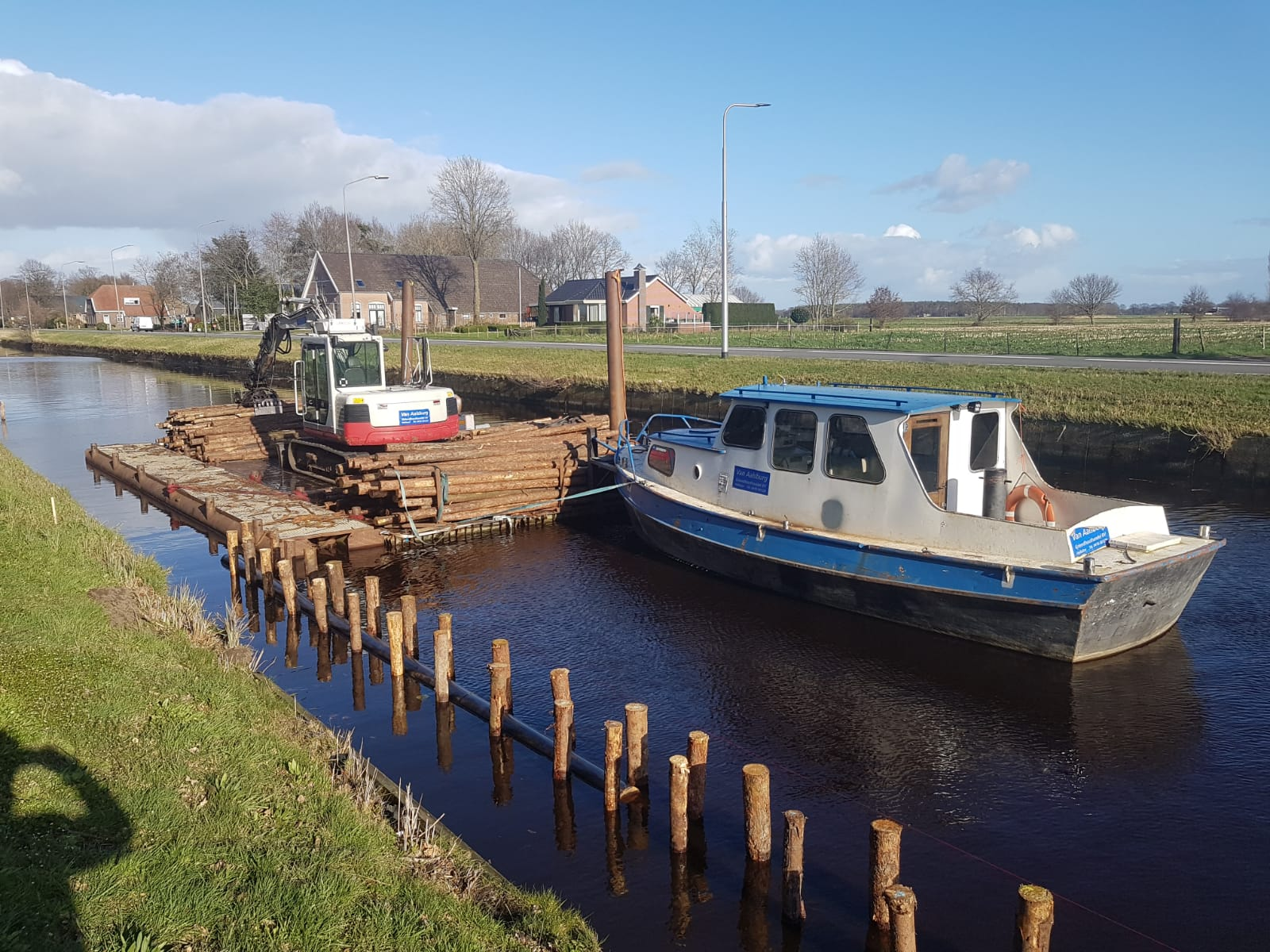
De plaatsing van een rijshouten beschoeiing

Rijshout is de verzamelnaam voor staken en tenen van veelal wilgenhout die oorspronkelijk werden geoogst in de grienden langs de rivieren en in de Biesbosch. Tegenwoordig wordt rijshout voornamelijk gekweekt en geoogst op speciaal aangelegde plantages in minder drassige gebieden. Daar wordt het hout machinaal gepoot, geoogst, gebundeld en opgeslagen.

## Historie
In het verleden (voor 1940) werd een veelheid van houtsoorten gebruikt voor rijshoutconstructies, onder andere eikenhakhout (Gelders rijshout). Soms werd ook elzenhout gebruikt. Maar sinds de Tweede Wereldoorlog wordt vrijwel uitsluitend Hollands rijshout (wilgenhout) gebruikt. De gehakte wilgentenen worden gesorteerd op dikte en lengte en onder verschillende namen in de handel gebracht:
- Paal of staak, ca 1,35 m lang en ca 5 cm dik, met een punt
- Sliet, ca 2,2 m lang en ca 7 cm dik
- Lat, ca 3 m lang, en ca 5 cm dik
- Bos: bundel van wilgentenen, ca 3 m lang en ca 15 cm dik
- Wiep: een bundel van wilgentenen die zo gebonden is dat hij veel langer is dan de lengte van de afzonderlijke tenen; een wiep moet strak gebonden maar wel flexibel zijn. Wiepen worden gemaakt met lengtes van 10 - 50 m en een diameter van ca 15 cm.

Opmerking: Bij rijshoutwerk is het overigens gebruikelijk om niet de diameter te gebruiken maar de omtrek. Dus wiepen van 40 cm hebben niet een diameter van 40 cm, maar een omtrek van 40 cm.

## Toepassing

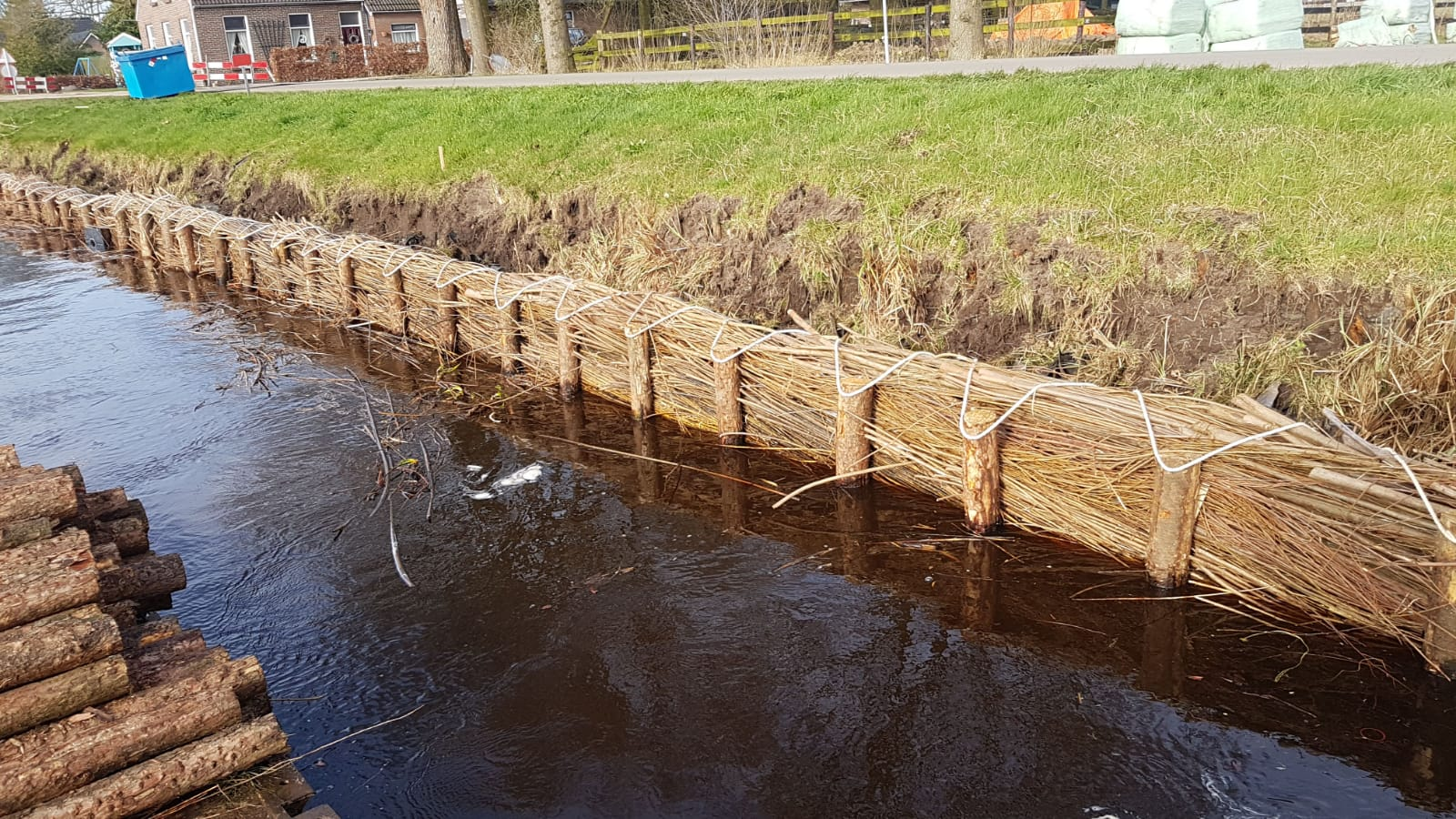
Rijshouten beschoeiing

Hiervan worden voornamelijk zinkstukken gemaakt, die worden gebruikt in de waterbouw. Een toepassing die weinig meer voorkomt is de verwerking tot rijsdammen bij de landaanwinning achter de waddendijken. Deze dammen remden de afstroming, zodat de kleideeltjes in het water eerder bezonken. Van de tenen worden tegenwoordig nog wel matten gevlochten die worden gebruikt als windscherm en dergelijke. Klassiek gebruik van rijshout wordt beschreven in Hollands' Rijshout, een boek uit 1920. Voor wat modernere toepassing kan worden verwezen naar Zink- en aanverwante werken, benevens het hoe en de wijze waarop.
Een toepassing die veel ingezet wordt is een beschoeiing van rijshout. Rijshouten beschoeiingen hebben een aantal belangrijke voordelen. Ze worden voornamelijk ingezet als oeverbescherming. Bijkomende voordeel is dat een tuin door oeverbescherming de grootte behoudt, grond spoelt immers minder snel weg.
Een rijshouten beschoeiing kan ook worden gebruikt als grondkering. Op deze manier kunnen hoogteniveaus worden aangebracht. Bij een hoogteverschil van meer dan 1,5 meter is een damwand een goede oplossing.
Er zijn specialistische methoden voor het plaatsen van rijshouten beschuttingen. Belangrijk hierbij is vooral:
- Het bepalen van de juiste oplossing. Dit kan een beschoeiing zijn, maar soms is een damwand of vlonder een betere oplossing
- Het gebruik van kwalitatieve materialen
- De juiste technieken toepassen om de levensduur te garanderen

## Oogsten en verwerken
Het oude handwerk van de griendwerker is vrijwel uitgestorven om twee redenen: het is niet meer rendabel en het is uitermate zwaar werk. De staken moeten namelijk op een hoogte van 60–70 cm boven het maaiveld met een hiep worden gekapt en vervolgens gebundeld en uitgedragen. De ondergrond waarop gewerkt moest worden was meestal moerassig en dus moeilijk begaanbaar. Daarom wordt rijshout tegenwoordig vooral op 'plantages' gekweekt en machinaal geoogst. Hiervoor wordt vooral wilgenhout gebruikt.

## Voordelen van rijshout
In tijdelijke constructies of wanneer de aanlegfase kwetsbaar is kan het gebruik van rijshout voordelen opleveren. Rijshout is een vernieuwbaar materiaal en kan niet tot uitputting van grondstoffen leiden. Daarbij zullen er na de gebruiksfase alleen vercomposteerbare resten overblijven. Het is een erg sterk en duurzaam materiaal. Rijshout is een grondstof die noch in de groei- noch in de afvalfase een belasting voor het milieu vormt. Daarnaast levert het gebruik van rijshout een bijdrage aan de instandhouding van de grienden in de Biesbosch.